# Mutellina
Mutellina é um género de plantas com flores pertencentes à família Apiaceae.
A sua área de distribuição nativa é a Europa.
Espécies:
- Mutellina caucasica (Sommier & Levier) T.V.Lavrova
- Mutellina corsica (J.Gay) Reduron, Charpin & Pimenov
- Mutellina purpurea (Poir.) Reduron, Charpin & Pimenov